# Kościół Ewangeliczny Misja Łaski w Krakowie
Misja Łaski w Krakowie – zbór Kościoła Ewangelicznego Misja Łaski w Polsce działający w Krakowie.
Nabożeństwa odbywają się w niedziele o godz. 11:00  ul. Kazimierza Wielkiego 112/2 w Krakowie.